# Góra Konieczna
Góra Konieczna (990 m) – szczyt w Paśmie Radziejowej w Beskidzie Sądeckim. Stanowi zakończenie północno-wschodniego grzbietu odchodzącego od szczytu Złomistego Wierchu Północnego (1189 m). Na grzbiecie tym pomiędzy wierzchołkiem Złomistego Wierchu a Konieczną Górą znajduje się duża polana – Hala Konieczna. Nazwę Góra Konieczna podaje poziomicowa mapa Geoportalu, na turystycznych mapach wierzchołek ten zwykle nie jest zaznaczany, na lotniczej mapie Geoportalu ma nazwę Groń. Stoki zachodni i północny opadają do potoku Borsudzyny, wschodni do Roztoczanki, południowy do Potoku pod Studnię. Jest to mało wybitny szczyt, ale oglądany z Wdżarów Wyżnych wygląda dość imponująco. Jest całkowicie porośnięty lasem. Znajduje się w granicach wsi Roztoka Ryterska w województwie małopolskim, w powiecie nowosądeckim, w gminie Rytro.
Na jego północnym zboczu znajduje się jedna z większych jaskiń Beskidu Sądeckiego – Jaskinia Roztoczańska.

## Szlaki turystyczne
narciarski: Rytro – dolina Roztoczanki – Hala Konieczna – Złomisty Wierch Północny – rozdroże Zwornik – rozdroże pod Wielką Prehybą – Prehyba.